# Reticolo di diffrazione
In ottica, il reticolo di diffrazione è un componente ottico costituito solitamente da una lastra di vetro sulla cui superficie è incisa una trama di linee parallele, uguali ed equidistanti, a distanze confrontabili con la lunghezza d'onda della luce. Viene usato per separare i colori della luce, sfruttando la sua natura ondulatoria.

## Premessa

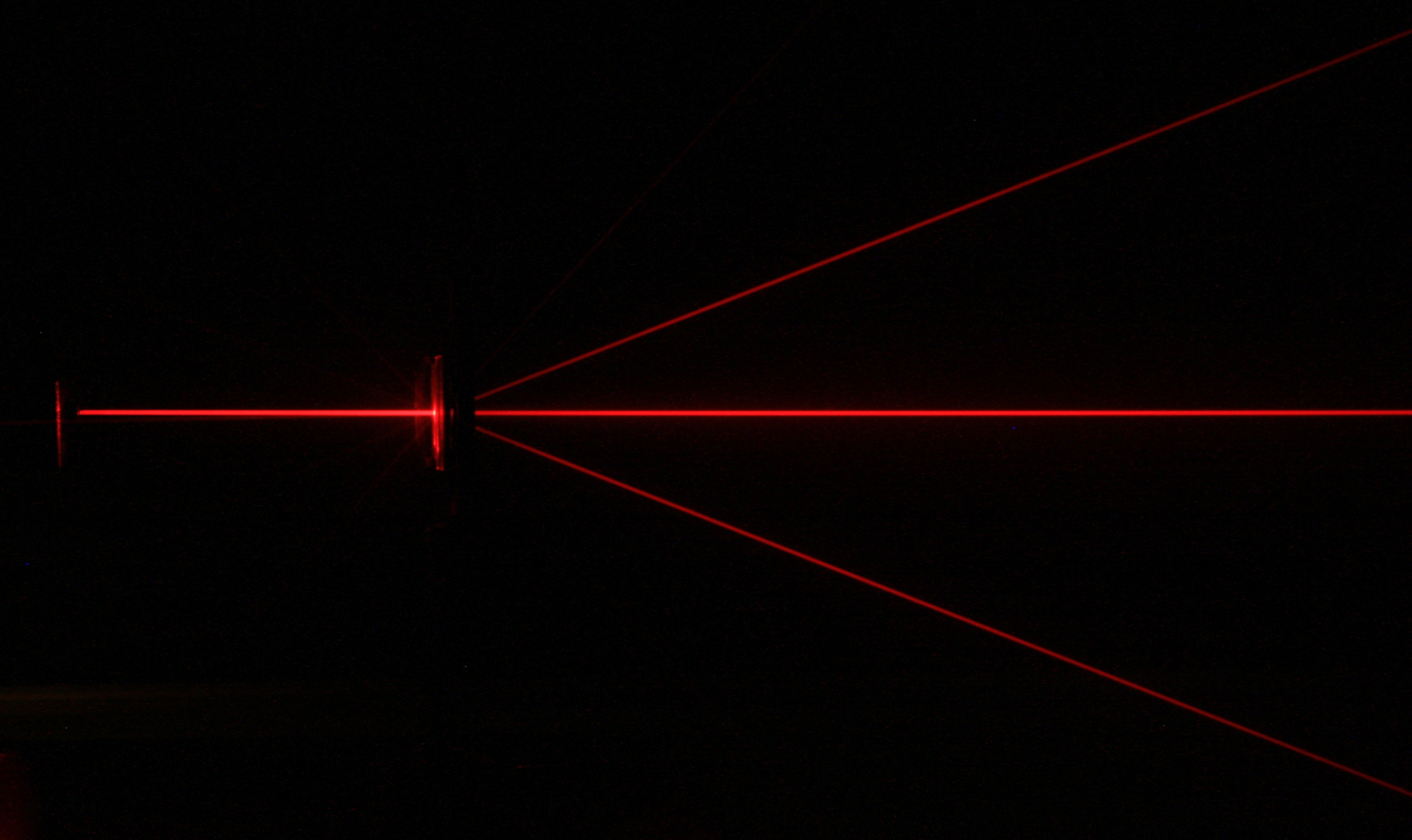
Diffrazione di un fascio laser rosso da parte di un reticolo

Un fascio luminoso monocromatico che incide su un reticolo dà origine ad un fascio trasmesso e a vari fasci diffratti (figura a destra), ad angoli che dipendono dal rapporto fra la lunghezza d'onda del fascio e la distanza tra le righe del reticolo.

Quindi, se il fascio luminoso è composto di più lunghezze d'onda, percepite dall'occhio umano come colori differenti, si ottiene la scomposizione del fascio nelle sue componenti.
La luce con una lunghezza d'onda più grande viene deviata ad un angolo più grande rispetto alla direzione incidente (angolo di diffrazione). Per ogni lunghezza d'onda si possono osservare più righe. Il numero di righe che si contano dalla riga centrale, che non risulta deviata rispetto al fascio incidente ed è presa come riferimento, è detto «ordine» o «modo» di diffrazione ed è spesso indicato con la lettera m .
I reticoli a diffrazione possono agire sia per trasmissione, sia per riflessione della luce incidente a seconda che la dispersione della luce avvenga sullo stesso lato o dal lato opposto della sorgente luminosa. I reticoli in trasmissione sono composti da una lastra trasparente sulla quale vengono create tante piccole strisce che non consentono il passaggio della radiazione. In questo modo si ottengono molte fenditure la cui figura generata su uno schermo si risolve con un metodo analogo a quello impiegato per l'interferenza.

I reticoli in riflessione sono costituiti da uno strato riflettente (specchio) sul quale vengono create tante piccole strisce o solchi che non consentono la riflessione della radiazione. Sono utilizzati nei monocromatori e negli spettrometri.
La distanza tra le fenditure, detta "passo del reticolo", nei reticoli usati in spettroscopia è dello stesso ordine di grandezza della lunghezza d'onda della luce da analizzare. Nella pratica i reticoli sono solitamente caratterizzati dal numero di incisioni per unità di lunghezza, spesso espressa in linee per millimetro (l/mm).
Il primo reticolo di diffrazione fu costruito attorno al 1785 dall'inventore statunitense David Rittenhouse, legando dei capelli attorno ad una coppia di viti con una filettatura molto ravvicinata.
Il fisico tedesco Joseph von Fraunhofer, il cui nome è rimasto legato alla teoria della diffrazione, costruì reticoli simili nel 1821 per i suoi esperimenti.

## Teoria

Confronto degli spettri ottenuti da un reticolo per diffrazione (1), e da un prisma per rifrazione (2). Lunghezze d'onda più grandi (rosso) sono diffratte di più, mentre quelle più piccole (viola) sono difratte di meno.

La proprietà fondamentale dei reticoli è che l'angolo di deviazione di tutti i fasci diffratti dipende dalla lunghezza d'onda della luce incidente. Quindi, un reticolo separa un fascio di luce policromatica nelle varie lunghezze d'onda che lo compongono, esso è uno strumento dispersivo. Ogni lunghezza d'onda in ingresso è deviata in una direzione diversa dalle altre: utilizzando della luce bianca si possono ottenere molte delle tonalità dell'iride. Il risultato visivo è simile a quello che si ottiene con un prisma, tuttavia questi due strumenti sfruttano metodi diversi per separare le diverse lunghezze d'onda.
Quando un fascio di luce incide su un reticolo è diffratto in diversi fasci. Il fascio corrispondente alla trasmissione diretta è chiamato ordine zero di diffrazione. Ricordando la convenzione in uso denotiamo il fascio non deviato con m=0. Rispetto alla direzione individuata dal fascio di riferimento è possibile misurare l'angolo di diffrazione che caratterizza ogni fascio deviato. m può assumere valori positivi o negativi a seconda che il fascio deviato si trovi a destra o a sinistra del fascio di ordine zero (ciò dipende dalla convenzione utilizzata per il segno degli angoli).
Indicando con d il passo del reticolo e con λ la lunghezza d'onda della radiazione incidente si può scrivere:
{\displaystyle d\left(\sin {\theta _{m}(\lambda )}+\sin {\theta _{i}}\right)=m\lambda }
Quando il fascio incide con un angolo θi sul reticolo. Il segno presente nella formula dipende dalla scelta della convenzione sul segno degli angoli.
Dalla relazione precedente si può notare che un fascio di luce policromatica viene suddiviso nelle sue componenti dal viola (che è il colore caratterizzato dalla lunghezza d'onda minore) al rosso; in un prisma di vetro invece l'angolo di deviazione è maggiore per il viola, quindi la successione dei colori è invertita.

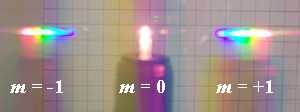
La luce di una torcia vista attraverso un reticolo in trasmissione, che mostra tre ordini di diffrazione. L'ordine m = 0 corrisponde alla trasmissione diretta della luce attraverso il reticolo. Nel primo ordine positivo (m = +1), i colori con lunghezze d'onda crescenti (dal viola al rosso) sono diffratti ad angoli crescenti.

I raggi diffratti di colori diversi e corrispondenti a ordini consecutivi possono sovrapporsi. Questo fenomeno diventa più probabile al crescere dell'ordine di diffrazione. Inoltre, in un esperimento, le linee di diffrazione osservate non sono mai infinitamente strette (come previsto dalla teoria): questo fenomeno è una conseguenza delle condizioni sperimentali non ideali (consultare la sezione Larghezza delle righe e dimensione del reticolo) e dell'effetto doppler termico.
L'equazione del reticolo mostra che l'angolo di diffrazione dipende solo dal passo del reticolo, non dalla forma delle fenditure. L'efficienza del reticolo può anche dipendere dalla polarizzazione della luce incidente.
Quando il passo del reticolo è più piccolo di metà della lunghezza d'onda della luce incidente, l'unico ordine presente è quello di riferimento m = 0. Reticoli con un passo così piccolo mostrano proprietà ottiche speciali: anche se sono costituiti di materiale isotropo, infatti, presentano capacità birifrangenti.

### Equazione del reticolo
Il principio del reticolo di diffrazione si fonda su una formula che può essere dimostrata utilizzando sia l'ottica geometrica, sia la teoria dell'elettromagnetismo di Maxwell. Esso si fonda sul principio di Huygens-Fresnel
Il calcolo su un reticolo è molto simile al calcolo fatto per le fenditure di Young: la differenza di cammino ottico tra due tratti (ossia lo sfasamento dei raggi diffusi da due tratti vicini) si calcola allo stesso modo. Nel caso di Young si ha la somma di due funzioni d'onda, mentre nel caso del reticolo tale somma può essere considerata una serie infinita, dato che il numero delle fenditure è molto grande.
{\displaystyle E(x,t)=\sum _{i=0}^{\infty }E_{i}=E_{0}\cdot \sum _{i=0}^{\infty }\cos(\omega t-i\cdot \Delta \varphi (x))}
- x è l'ascissa del punto sullo schermo di visualizzazione, su un asse perpendicolare alle incisioni del reticolo;
- {\displaystyle E_{0}\cdot \sin(\omega t)} è l'ampiezza dell'onda incidente sul tratto 0, essendo ω la pulsazione;
- {\displaystyle \Delta \varphi (x)={\frac {2\pi dx}{\lambda D}}} è lo sfasamento fra due tratti vicini, dove
  - d è il passo del reticolo;
  - D è la distanza fra il reticolo e lo schermo di visualizzazione della figura di diffrazione (caso di schermo parallelo al piano del reticolo).

Se ci si trova in condizione di diffrazione fra due tratti (come nel caso delle fenditure di Young), si avrà ugualmente fra tutte le incisioni: lo sfasamento è ovunque un multiplo di 2π. Si avranno quindi i massimi di intensità in
{\displaystyle x_{k}=k\cdot {\frac {\lambda D}{d}}}
o meglio, se lo schermo è posto "all'infinito" (ossia, a molti metri o idealmente nel piano focale di una lente convergente), si può considerare l'angolo di deviazione α, che conduce a un massimo di intensità per
{\displaystyle \alpha _{k}=\arcsin \left(k\cdot {\frac {\lambda }{d}}\right)}

### Larghezza delle righe e dimensione del reticolo
La differenza tra un reticolo e delle fenditure di Young è che l'intensità si annulla non appena ci si allontana dalle condizioni di massimo d'interferenza. Invece di avere un picco di forma cos2, si ha un picco molto più stretto: se ci si mette a xk + δx, allora
{\displaystyle \Delta \varphi (x)=2k\pi +{\frac {2\pi d\delta x}{\lambda D}}}
un tratto i sarà in opposizione di fase con il tratto 0 se esiste un intero j per cui
{\displaystyle i\cdot {\frac {2\pi d\delta x}{\lambda D}}=\pi +2j\pi }
ovvero:
{\displaystyle i=(1+2j)\cdot {\frac {\lambda D}{2d\delta x}}}
Nel caso delle fenditure di Young, si ha l'unica soluzione per λD/2dδx intero; qui, è sufficiente prendere j abbastanza grande perché la frazione diventi intera. In teoria (per un numero infinito di righe illuminate), l'intensità è dunque nulla fuori della condizione di interferenza costruttiva.
In pratica, il reticolo ha un numero finito di tratti, e solo una porzione del reticolo è illuminata. Se chiamiamo N il numero di tratti illuminati, allora l'intensità si annulla per la prima volta quando
{\displaystyle \delta x={\frac {\lambda D}{2Nd}}}
se N è dispari, o in
{\displaystyle \delta x={\frac {\lambda D}{2(N-1)d}}}
se è pari. La larghezza del picco è dunque divisa per N (o per N -1) rispetto alle fenditure di Young.
Il caso di diffrazione all'infinito si tratta nello spazio reciproco.

## Equazioni del reticolo
Siccome i tratti sono disposti in modo regolare, si ha un'alternanza tra interferenza costruttiva e distruttiva a seconda dell'angolo di diffusione. Si possono così calcolare, per una lunghezza d'onda λ data, gli angoli r per i quali si avrà un'interferenza costruttiva.
Reticolo in riflessione
Sia n1 l'indice del mezzo di propagazione dell'onda incidente (di lunghezza d'onda λ). Sia θi l'angolo d'incidenza e θr l'angolo di riflessione per il quale si ha un'interferenza costruttiva. Sia d il passo del reticolo e m un numero intero. Si ha
{\displaystyle n_{1}\sin \theta _{r}\geq -n_{1}\sin \theta _{i}+m{\frac {\lambda }{d}}}
Reticolo in trasmissione
Sia n1 l'indice del mezzo di propagazione dell'onda incidente (di lunghezza d'onda λ), e n2 l'indice del mezzo trasparente nella fenditura del reticolo. Sia i l'angolo di incidenza e r l'angolo di rifrazione per il quale si ha interferenza costruttiva. Sia d il passo del reticolo e m un numero intero. Si ha
{\displaystyle n_{2}\sin \theta _{r}=n_{1}\sin \theta _{i}-m{\frac {\lambda }{d}}}
In queste due formule, gli angoli sono descritti da un valore algebrico.
In ogni caso studiato, il numero dei modi di diffrazione si deduce dalle equazioni precedenti notando che
{\displaystyle -1\leq sin\theta _{r}\leq 1}
ogni lunghezza d'onda è dunque diffratta in più direzioni.

## Terminologia
Dispersione angolare
Si chiama dispersione angolare la derivata
{\displaystyle {\frac {dr}{d\lambda }}}.
Al variare della lunghezza d'onda essa misura quanto velocemente varia la posizione angolare nello spettro di ordine m.
Efficacia
Sia {\displaystyle A_{m}} l'ampiezza dell'onda riflessa all'ordine m.
L'efficacia somiglia in tutti i punti al coefficiente di riflessione di un'onda. La si definisce, all'ordine m, con
{\displaystyle \left|A_{m}\right|^{2}{\frac {\cos \theta _{r}}{\cos \theta _{i}}}}
Intervallo spettrale libero
È definito dal rapporto
{\displaystyle {\frac {\lambda }{m}}}.
Corrisponde all'intervallo massimale di lunghezza d'onda per il quale non si ha copertura di ordine.
Risoluzione
La risoluzione è limitata perché il reticolo ha una dimensione finita. È definita da
{\displaystyle {\frac {\lambda \cdot m}{d}}}.

## Fabbricazione

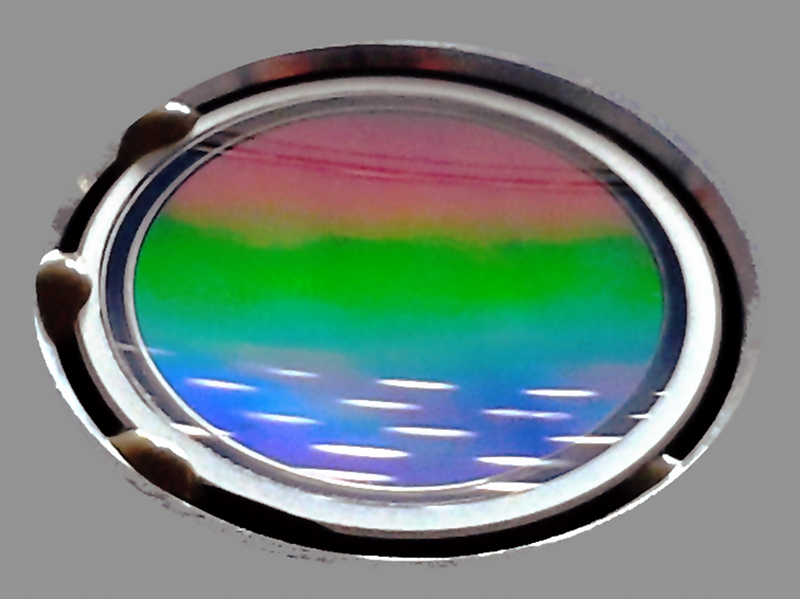
Reticolo di diffrazione riflettente.

I reticoli di diffrazione possono essere prodotti agendo su una delle seguenti proprietà della materia:
- trasparenza
- riflettività
- Indice di rifrazione
- Direzione dell'asse ottico

Reticoli ad alta risoluzione erano costruiti utilizzando delle guide molto precise e di difficile fabbricazione. Nel 1899, Henry Joseph Grayson progettò una macchina per produrre reticoli di diffrazione, riuscendo ad ottenere 120 000 linee per pollice (2,54 cm) pari a circa 4724 linee al mm. Lo sviluppo successivo delle tecniche fotolitografiche permise di ottenere reticoli a partire da una figura di interferenza olografica. I reticoli olografici hanno delle scanalature sinusoidali e possono non essere efficienti come quelli ottenuti con il metodo precedente, tuttavia sono spesso preferiti nei monocromatori.

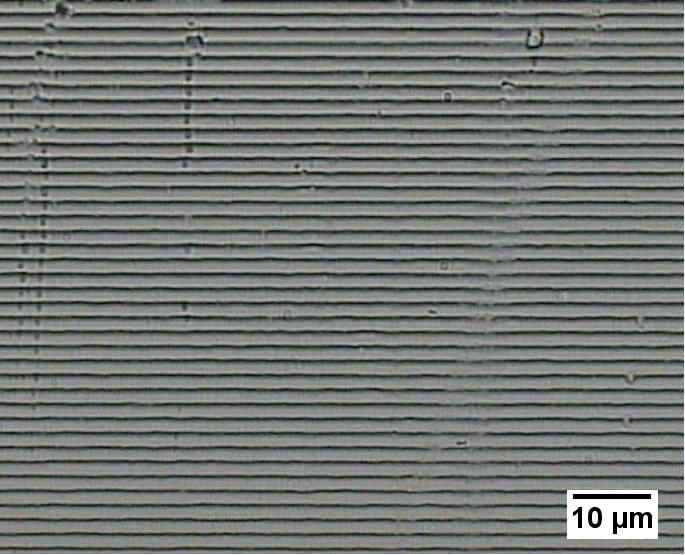
Superficie di un reticolo di diffrazione al microscopio

Un altro metodo per la produzione di reticoli di diffrazione usa un gel fotosensibile inserito tra due substrati di supporto. Il gel viene sottoposto ad uno stampo olografico e poi viene sviluppato. Questi reticoli detti reticoli di diffrazione olografici a volume di fase (o reticoli VHP - Volume Phase Holography diffraction gratings) non hanno delle fenditure fisiche, ma una modulazione periodica dell'indice di rifrazione del gel. Questo permette di eliminare la maggior parte della rifrazione superficiale che è invece presente negli altri tipi di reticoli. Inoltre questi reticoli solitamente hanno un'efficienza più alta e permettono di ottenere fenditure dalla forme complicate. Le versioni meno recenti di questi reticoli presentavano delle difficoltà di conservazione ed utilizzo legate al fatto che il gel doveva essere mantenuto ad una bassa temperatura e ad un'umidità controllata. Ora le sostanze fotosensibili sono protette da substrati che le rendono resistenti all'umidità, al calore e alle sollecitazioni meccaniche. I reticoli VHP non vengono danneggiati dal contatto accidentale con le mani dello sperimentatore e presentano una resistenza alle abrasioni maggiore rispetto ai reticoli in rilievo.
La tecnologia dei semiconduttori è utilizzata per incidere reticoli olografici all'interno di materiali come il silicio fuso.

## Applicazioni ed esempi

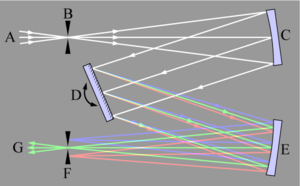
Principio di funzionamento di un monocromatore: il reticolo permette di separare i colori.

Le applicazioni sono diverse in spettroscopia dato che l'angolo di uscita dipende dalla lunghezza d'onda studiata. Così, i reticoli sono utilizzati negli spettroscopi di tipo Littrow.
I reticoli possono essere utilizzati come monocromatori: scegliendo una direzione si può selezionare una lunghezza d'onda.
I reticoli sono molto utili nell'insegnamento perché permettono di comprendere le proprietà della luce.
L'olografia consiste nel creare un reticolo bidimensionale impressionando una pellicola fotografica. La restituzione dell'immagine è infatti la figura di diffrazione su questo reticolo.
Esistono inoltre dei reticoli tridimensionali: i cristalli. Ogni nodo del reticolo (atomo o molecola) è un sito di diffusione. È la base della diffrazione dei raggi X, della figura di diffrazione in microscopia elettronica in trasmissione e della diffrazione neutronica.

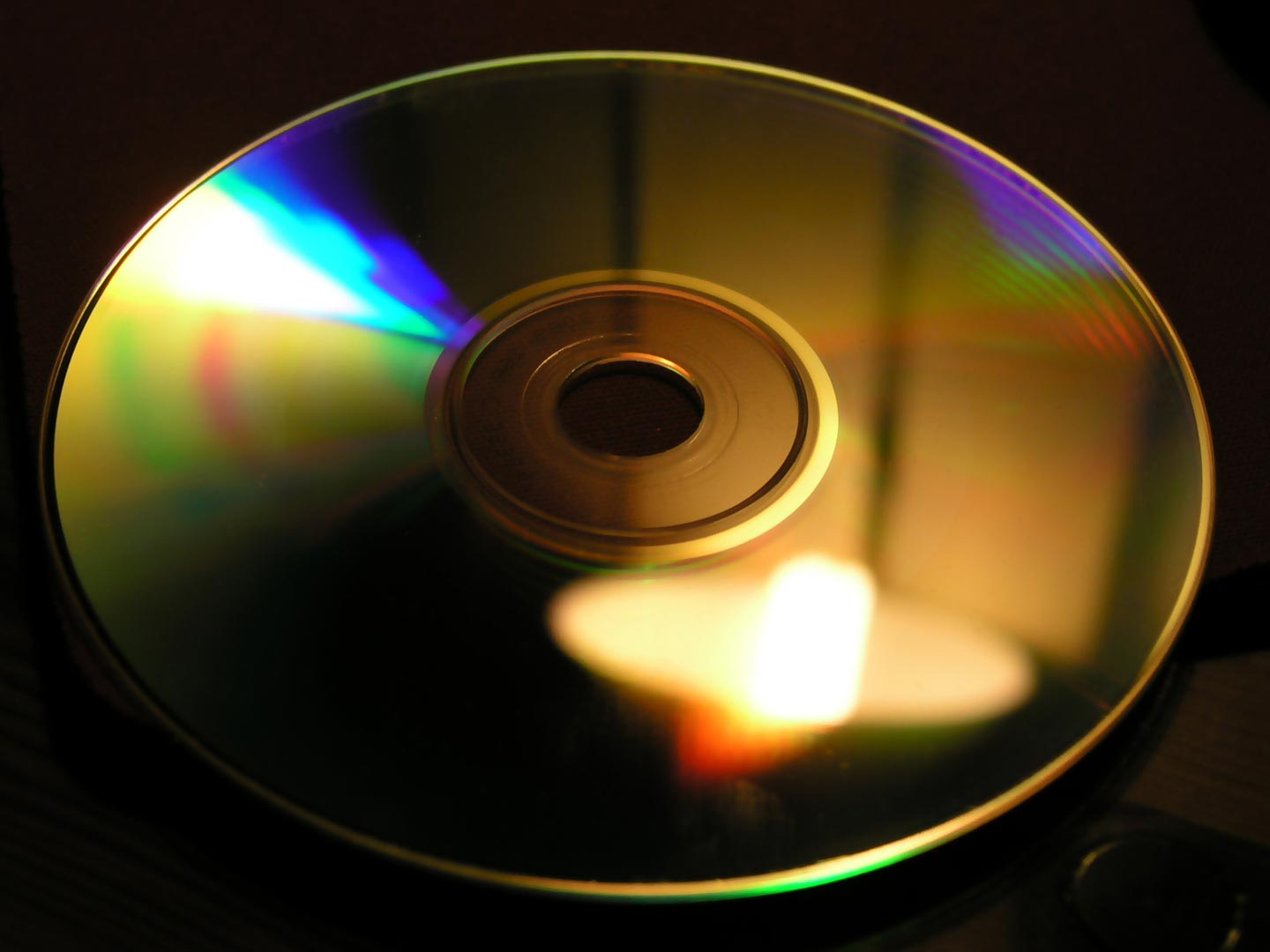
Le scanalature di un compact disc agiscono come un reticolo di diffrazione producendo delle riflessioni iridescenti.

I comuni CD e DVD sono esempi quotidiani di reticoli di diffrazione: si può notare la loro capacità di scomporre la luce incidente osservandone la superficie. Questo è un effetto collaterale della produzione, infatti la superficie di un CD è ricoperta di molte piccole scanalature concentriche nella plastica ricoperte da un sottile strato di metallo che le rende più visibili. La struttura di un DVD è analoga. 
Il sensore d'immagine di una fotocamera digitale ha un disegno regolare che può produrre un'aberrazione ottica sull'immagine.
I reticoli di diffrazione sono presenti anche in natura. Per esempio, i colori iridescenti delle piume del pavone, della madreperla, le ali delle farfalle e di altri insetti sono originati da strutture molto regolari, dette cristalli fotonici, che diffrangono la luce.